# もえはらぶり
もえはら ぶりは日本の女性声優。主にアダルトゲームに声をあてている。

## 出演作品
太字は主役・メインキャラクター

### ゲーム

#### 2005年
- お姫様は特訓中!!2 受け継がれし性なる魔術（プルム・イル・ウルク）[1]
- しすたー・すきーむ 〜お姉ちゃんとのシかたについて〜（安城万里音）[2]
- はじめてどうし（直利志穂）[3]

#### 2006年
- ハーレム&ハーレム（今原椎菜）[4]

#### 2007年
- 必殺痴漢人（風間花音）[5]
- 魔女狩りの騎士 〜人格転移の檻〜（アリア・マリアンヌ）[6]
- 南の島に降る雪（金城音子）[7]

#### 2008年
- 処女狩 〜オトメガリ〜（千木良美羽[8]、風間花音[9]）
- 人妻交姦日記（我原香菜子）[10]
- 凌辱スカウト 〜アイドル専属契約〜（新山彩乃）[11]
- LILITH-IZM01 〜フェラ編〜（アリア）[12]

#### 2009年
- 魔王ト聖女 〜呪ワレシ淫辱ノ輪廻〜（古川天音）[13]

#### 2010年
- 戦国魔姦（果心居士）[14]
- 魔王の淫具（魔王）[15]

#### 2011年
- 必殺痴漢人II（風間花音[16]、我原香菜子[17]）